# Поль д'Етурнель де Констан
Поль Анрі Балюе д'Етурнель де Констан (22 листопада 1852 — 15 травня 1924) — французький дипломат і громадський діяч.
Лауреат Нобелівської премії 1909 року, врученої йому за укладення договорів про арбітраж між Францією і сусідніми країнами. У тому ж році разом з ним Премію отримав Огюст Бернарт з Бельгії. Французький дипломат, борець за мир, пацифіст. Присвятив усе своє життя дипломатичній службі в різних країнах та діяльності щодо встановлення мирного сусідства держав Європи.

## Біографія
Походив з аристократичної родини. Мав наукові ступені. Був людиною широких інтересів — написав книгу про Стародавню Грецію, п'єсу за мотивами міфу про Пігмаліона. У роки Першої Світової війни, не зважаючи на свій пацифізм допомагав Франції чим міг — передав свій родовий замок як приміщення для військового шпиталю, розробляв заходи протидії німецьким підводним човнам.
Брав участь у кількох міжнародних конференціях, у тому числі в 1899 році в конференції з обмеження озброєнь. В 1918 році був одним з головних розробників і адептів ідеї та проекту Ліги Націй.